# Aleur (wieś w rejonie czernyszewskim)
Aleur (ros. Алеур) – wieś w Rosji, w Kraju Zabajkalskim, w rejonie czernyszewskim. W 2010 liczyła 1005 mieszkańców.